# Slavica (Fužine)
Slavica je naselje u Hrvatskoj u općini Fužinama. Nalazi se u Primorsko-goranskoj županiji.

## Zemljopis
Jugozapadno su Belo Selo, Vrata, Fužine, Bajersko jezero i jezero Lepenica, južno je jezero Potkoš, sjeverno su Sleme, Lokve i park-šuma Golubinjak, dalje istočno su Brestova Draga i Sunger.

## Stanovništvo
| broj stanovnika | 151   | 191   | 160   | 178   | 184   | 146   | 104   | 94    | 74    | 101   | 86    | 82    | 72    | 50    | 36    | 33    | 35    |
|                 | 1857. | 1869. | 1880. | 1890. | 1900. | 1910. | 1921. | 1931. | 1948. | 1953. | 1961. | 1971. | 1981. | 1991. | 2001. | 2011. | 2021. |